# Teoria da comunicação
A teoria da comunicação é uma descrição proposta dos fenômenos da comunicação, as relações entre eles, um enredo descrevendo essas relações e um argumento para esses três elementos. A teoria da comunicação fornece uma maneira de falar e analisar os principais eventos, processos e compromissos que juntos formam a comunicação. A teoria pode ser vista como uma forma de mapear o mundo e torná-lo navegável; a teoria da comunicação nos dá ferramentas para responder a questões de comunicação empíricas, conceituais ou práticas.
A comunicação é definida tanto no senso comum quanto nas formas especializadas. A teoria da comunicação enfatiza seus aspectos simbólicos e de processo social vistos de duas perspectivas – como troca de informações (a perspectiva da transmissão) e como trabalho feito para conectar e, assim, possibilitar essa troca (a perspectiva ritual).
A pesquisa sociolinguística nas décadas de 1950 e 1960 demonstrou que o nível em que as pessoas mudam a formalidade de sua língua dependendo do contexto social em que estão. Isso foi explicado em termos de normas sociais que ditavam o uso da linguagem. A maneira como usamos a linguagem varia de pessoa para pessoa.
As teorias da comunicação surgiram de vários pontos históricos de origem, incluindo tradições clássicas de oratória e retórica, concepções da sociedade e da mente do Iluminismo e esforços pós-Segunda Guerra Mundial para entender a propaganda e as relações entre mídia e sociedade. Proeminentes teóricos da comunicação fundamental histórica e moderna incluem Kurt Lewin, Harold Lasswell, Paul Lazarsfeld, Carl Hovland, James Carey, Elihu Katz, Kenneth Burke, John Dewey, Jurgen Habermas, Marshall McLuhan, Theodor Adorno, Antonio Gramsci, Robert E. Park, George Herbert Mead, Joseph Walther, Claude Shannon and Stuart Hall — embora alguns desses teóricos possam não se associar explicitamente à comunicação como disciplina ou campo de estudo.

## Primeira Fase
Os primeiros estudos da área de Comunicação em seu sentido estrito (significando basicamente as "mídias") começaram ainda no século XIX, na Europa. Em 1910, ocorreu o I Congresso de Sociólogos, em Frankfurt (Alemanha), ocasião em que o sociólogo Max Weber propôs a constituição de uma "sociologia da imprensa", a precursora da "sociologia da comunicação". Mas foi nos Estados Unidos que esses estudos se consolidaram efetivamente como ciência, especialmente com a fundação do Bureau of Applied Social Research, em 1941, na Universidade de Columbia, por Paul Lazarsfeld. Nesse momento de consolidação, os estudos em Comunicação Social dedicaram-se principalmente ao papel e efeito social do rádio, uma vez que este veículo fora a primeira mídia a alcançar proporções e popularidade suficientes para ser caracterizado como meio de comunicação de massa. Além disso, seu alcance o levou a ser amplamente utilizado pelos estados totalitários que emergiram na Europa no período entre-guerras, daí o crescente interesse pelo tema.

### Teoria Hipodérmica
Também conhecida como "Teoria da Bala Mágica", a Teoria Hipodérmica estudou o fenômeno da mídia a partir de premissas behavioristas. Seu modelo comunicativo é baseado no conceito de "estímulo/resposta": quando há um estímulo (uma mensagem da mídia), esta adentraria o indivíduo sem encontrar resistências, da mesma forma que uma agulha hipodérmica penetra a camada cutânea e se introduz sem dificuldades no corpo de uma pessoa. Daí o porquê de esta teoria também ser conhecida como "Teoria da Bala Mágica", pois a mensagem da mídia conseguiria o mesmo efeito "hipodérmico" de uma bala disparada por uma arma de fogo.
O conceito de "massa" é fundamental para se compreender a abordagem da teoria hipodérmica. Segundo os estudiosos desta corrente, a massa seria um conjunto de indivíduos isolados de suas referências sociais, agindo egoisticamente em nome de sua própria satisfação. Uma vez perdido na massa, a única referência que um indivíduo possui da realidade são as mensagens dos meios de comunicação. Dessa forma, a mensagem não encontra resistências por parte do indivíduo, que as assimila e se deixa manipular de forma passiva.

#### Modelo de Lasswell
O cientista político Harold Lasswell desenvolveu um modelo comunicativo que, embora baseado na teoria hipodérmica, apontava suas lacunas e contribuiria posteriormente para a sua superação. Para Lasswell, compreender o alcance e efeito das mensagens transmitidas pela mídia requer responder às seguintes questões: Quem? Diz o quê? Através de que canal? A quem? Com que efeito?
Os desdobramentos das indagações correspondem: o "quem" está ligado aos emissores da mensagem; o "diz" corresponde ao conteúdo da mensagem; o "canal" à análise dos meios; "A quem" corresponde ao receptor da mensagem e, por último, o "efeito" à análise da audiência e reflexos na sociedade.
Características do modelo de Lasswell:
- A comunicação é intencional, consciente e voluntária;
- A comunicação é individual, ou seja, os papéis do emissor e receptor surgem isolados;
- Não há reciprocidade.

Mais tarde, e como forma de aprofundar, Lasswell e outros investigadores criaram a  Comunication Research que se centrou na forma como os meios de comunicação de massas alteravam os indivíduos. Com a evolução dos estudos observou-se uma superação da Teoria Hipodérmica, embora ela ainda seja bastante aceita no senso comum.

### Teoria da Persuasão
Diferentemente da abordagem hipodérmica, a Teoria da Persuasão afirma que a mensagem da mídia não é prontamente assimilada pelo indivíduo, sendo submetida a vários filtros psicológicos individuais. Portanto, os efeitos da mídia não seriam de manipulação, mas de persuasão. O modelo comunicativo desta teoria é bastante semelhante ao behaviorista – porém, acrescido de processos psicológicos que determinam a resposta. Tais processos psicológicos são relativos à audiência e à mensagem.
Em relação à audiência, o indivíduo ficará interessado pelos assuntos aos quais estiver mais exposto; além disso, tenderá a consumir as informações com as quais esteja de acordo. Em algumas ocasiões, o indivíduo até mesmo distorcerá o conteúdo das mensagens recebidas, de forma a adequa-las à sua forma de entender a questão.
Em relação à mensagem, o indivíduo a consumirá de acordo com o grau de prestígio e de confiança que depositar naquele que a transmite (o comunicador). Conta também a maneira como os argumentos são distribuídos; se todos ou apenas parte dos argumentos estão presentes; a exposição implícita ou explícita das intenções da mensagem; e o grau de envolvimento do indivíduo com o assunto.

### Teoria Empírica de Campo (Teoria dos Efeitos Limitados)
A Teoria Empírica de Campo ou Teoria dos Efeitos Limitados (nome dado como resposta à Teoria dos Efeitos Ilimitados de Lasswell) baseia suas pesquisas na sociologia, concluindo que a mídia cumpre papel limitado no jogo de influência das relações comunitárias. Em outras palavras, a mídia é apenas mais um instrumento de persuasão na vida social, uma vez que é apenas parte desta.
Assim, a Abordagem Empírica de Campo abandona a relação direta de causa e efeito entre a mensagem e o comportamento do indivíduo. Antes, enfatiza a influência indireta que a mídia exerce sobre o público tal como faria qualquer outra força social (igreja, família, partido político, etc.). O alcance das mensagens midiáticas depende do contexto social em que estão inseridas, ficando sujeitos aos demais processos comunicativos que se encontram presentes na vida social. Neste caso, os filtros individuais pelos quais as mensagens passam seriam de origem muito mais social do que psicológica.
O estudo dos efeitos dos meios de comunicação teve início nos anos 1930 com a chegada dos centros de ciências sociais empíricas aos Estados Unidos. Paul Lazarsfeld, integrante do Bureau of Applied Social Research da Universidade de Columbia, foi o principal nome da pesquisa sobre os efeitos. Teve um papel central no desenvolvimento da pesquisa social organizada em todo o mundo e também na constituição da disciplina de comunicação.
Os estudos de Lazarsfeld sobre formação da opinião pública e sobre a influência dos líderes de opinião em campanhas comerciais e eleitorais foram modelos para as pesquisas sobre os efeitos limitados que dominaram o campo da comunicação por muitos anos. Estes estudos procuravam compreender como as campanhas veiculadas por meios de comunicação influenciavam as tomadas de decisões.
Numa pesquisa sobre as eleições presidenciais de 1940, Lazarsfeld e outros pesquisadores descobriram que os líderes de opinião tinham papel de destaque na tomada de decisões e assim formularam o chamado "two-step flow", ou “modelo de comunicação em duas etapas”: os conteúdos partiam da mídia para os líderes de opinião e destes para segmentos menos ativos da população. O tal modelo também apontou que a mídia tende a reforçar predisposições em vez de alterá-las, visto que através do processo de exposição seletiva as pessoas tendem a consumir informações que confirmem suas crenças.
Lazarsfeld e seus pares encontraram assim efeitos de curto prazo e concluíram que os efeitos políticos e sociais da mídia eram pouco significativos. Porém, a pesquisa sobre os efeitos limitados da mídia não chegou às estruturas mais complexas, como as empresas de comunicação, porque vinha delas boa parte do financiamento para as pesquisas de Lazarsfeld. Mesmo com as limitações econômicas, é notório que dentre as contribuições mais significativas do pesquisador e de seu grupo está a constatação que a comunicação é um processo complexo e mediado por vários fatores. As pesquisas anteriores tratavam a mídia como dotada de onipotência. A partir desses estudos, a pesquisa sobre os efeitos foi sendo aprimorada para abranger estruturas mais complexas, que passaram a analisar os efeitos de longo prazo da mídia.

### Efeitos de longo prazo
A partir da década de 1950, os estudos no campo dos efeitos da mídia evoluíram para compreensões mais sistemáticas. Três características sugerem uma reviravolta na pesquisa sobre os efeitos. São elas:
1. ênfase maior nos efeitos de longo prazo;
2. maior atenção aos efeitos cognitivos;
3. atenção aos efeitos mais significativos.

Algumas teorias foram elaboradas a partir desse período para dar suporte a esses estudos. São elas: teoria do agendamento, teoria do cultivo, teoria dos usos e gratificações e teorias do processamento da informação.

#### Teoria do Agendamento
A teoria do agendamento defendia a tese que a mídia determinava os temas nas campanhas políticas e salientava a importância dos temas para a opinião pública. A partir do agendamento surgiram novos estudos para ampliar a pesquisa sobre os efeitos da mídia. A teoria foi importante e inovadora para o campo de estudos, mas desconsiderou importantes variáveis relacionadas ao conteúdo da mídia que podem ser importantes na formação da opinião pública. Ela não levou em conta, inicialmente, que as formas de apresentação da informação tem papel fundamental na sua apreensão pelo público. Para suprir essas carências, surgiu o conceito de enquadramento. Com esse complemento, os estudos passaram a abordar não só como a mídia afeta sobre o que o público pensa, mas como ele percebe os temas que lhes são apresentados.

#### Teoria do cultivo ou Análise do cultivo
A análise do cultivo foi outro enfoque que enfatizou os efeitos de longo prazo e sugeriu que a mídia seria ainda mais poderosa. Como exemplo de pesquisa utilizando essa teoria, George Gerbner analisou programas de ficção da televisão norte-americana desde 1967 e conduziu uma série de estudos com outros pesquisadores a fim de descobrir como esses programas influenciavam a visão de mundo dos telespectadores. Por fim, Gerbner concluiu que a exposição a esses conteúdos leva ao cultivo de concepções compartilhadas da realidade entre diversos públicos.
Apesar de não compreender a comunicação como uma via de mão única, os teóricos da análise do cultivo concebiam os conteúdos televisivos com certa homogeneidade e ignoravam a divergência quanto ao que era exibido, principalmente entre os usuários mais fieis, chamados de heavy viewers. Outro questionamento levantado sobre a teoria do cultivo diz respeito à concepção simplista sobre a recepção da televisão, levando em conta apenas a exposição, deixando de lado as interpretações e ressignificações que as pessoas fazem sobre os conteúdos.

#### Teoria dos usos e gratificações
A teoria dos usos e gratificações adotou outro ponto de vista acerca da pesquisa sobre a relação entre a mídia e seus receptores. Essa mudança ocorreu a partir do final da década de 1940, quando as pesquisas passaram a considerar a escolha da população em consumir, ou não, produtos midiáticos; quais fatores levavam a essas escolhas e no que elas implicavam.
Dessa forma, as pesquisas, nessa teoria, “rejeitam os efeitos totais” dos meios de comunicação sobre o usuário, considerando apenas que esses efeitos dependem de como o uso da mídia satisfaz as necessidades do receptor.
O cientista comportamental Bernard Berelson foi um dos pioneiros na observação dos aspectos que levavam as pessoas a optarem por consumir algum meio de comunicação. São eles:
1. A busca por informação sobre questões públicas.
2. A busca por orientação acerca de questões públicas.
3. A procura por uma válvula de escape da realidade pessoal.
4. A tentativa de obter “status social” por meio da informação.
5. A necessidade de ter um contato com outras pessoas.[11]

Wilbur Schramm, estudioso do campo de comunicação de massa, também observou que a busca da população pelo consumo das mídias de massa  estava relacionada à necessidade que as pessoas têm de estarem em contato com outras e de se sentirem parte da vida social.
Katz, Blumler e Gurevich, em um artigo de 1970, definiram os principais aspectos da teoria dos usos e gratificações. São eles:
1. Não somente a mídia é ativa, a audiência também é ativa e faz escolhas sobre o que ela quer, ou não, ver.
2. No processo de recepção, grande parte das escolhas é feita pelo receptor.
3. Os meios de comunicação não satisfazem completamente o receptor, visto que ele tem necessidades que a mídia não é capaz de satisfazer.
4. A mídia proporciona ao indivíduo aquilo que ele diz que deseja consumir.
5. É o receptor quem define o juízo de valor da mídia. Ele decide como irá interpretar aquilo que absorveu do emissor.[13]

O pesquisador alemão Karl Rosengreen reuniu essas características dos usos e gratificações de modo que o receptor ficasse no centro do processo de comunicação, diferentemente do modelo de Lasswell, no qual a mídia era o centro ou o ponto de partida. Assim, ele definiu que o estudo dos usos e gratificações partia da seguinte pergunta: “Quem usa qual mídia, sob quais circunstâncias, por quais razões e com quais efeitos?”.

#### Teorias sobre o processamento da informação
Foram desenvolvidas a partir de  teorias da psicologia cognitiva, o que representou um avanço nos campos conceituais e metodológicos do campo dos estudos da mídia. Alguns estudiosos dessa corrente questionavam a afirmação de que a televisão é a principal fonte de informação do público por ela enfrentar dificuldades de se fazer presente na memória coletiva. As teorias do processamento da informação estão baseadas na “concepção da comunicação como transporte” na qual a decodificação da mensagem não é considerada problemática ou capaz de transformar o significado da mensagem.

### Teoria Funcionalista
A Teoria Funcionalista estuda as funções exercidas pela mídia na sociedade, e não os seus efeitos. Em lugar de pesquisar o mero comportamento do indivíduo, estuda-se a sua ação social enquanto consumidor de valores e modelos que se adquire comunitariamente. Seus métodos de pesquisa distanciam-se dos métodos da teoria Hipodérmica, Empírico-Experimental e de Efeitos Limitados por não estudar a mídia em casos excepcionais, como campanhas políticas, mas em situações corriqueiras e cotidianas.

### Teoria Crítica
Inaugurada pela Escola de Frankfurt, a Teoria Crítica parte do pressuposto das teorias marxistas e investiga a produção midiática como típico produto da era capitalista. Alguns dos seus principais fundadores foram Theodor Adorno e Max Horkheimer. Os mesmos desenvolveram pressupostos teóricos com postura crítica, que era oposta ao determinismo comum às teorias positivistas. Os teóricos foram capazes de considerar fatores sociais que o próprio Marx não previu anteriormente em suas bases teóricas. Desvendam assim a natureza industrial das informações contidas em obras como filmes[4] e músicas: temas, símbolos e formatos são obtidos a partir de mecanismos de repetição e produção em massa, que tornam a arte adequada para produção e consumo em larga escala.
Assim, a mídia padroniza a arte como faria a um produto industrial qualquer. É o que foi denominado indústria cultural. Nesta, o aspecto artístico da obra é perdido. O imaginário popular é reduzido a clichês. O indivíduo consome os produtos de mídia passivamente. O esforço de refletir e pensar sobre a obra é dispensado: a obra "pensaria" pelo indivíduo.
Indústria midiática pressupõe três dimensões básicas: os processos midiáticos, que configuram as técnicas de produção e difusão de conteúdos; Divulgação e projetos elaborados e conteúdos culturais que justificam as mensagens elaboradas.

### Teoria Culturológica
A Teoria Culturológica parte de uma análise à Teoria Crítica e desenvolve assim um pressuposto diferente das demais teorias. No lugar de pesquisar os efeitos ou as funções da mídia, procura definir a natureza da cultura das sociedades contemporâneas. Conclui assim que a cultura de massa não é autônoma, como pretende as demais teorias, mas parte integrante da cultura nacional, religiosa ou humanística. Ou seja, a cultura de massa não impõe a padronização dos símbolos, mas utiliza a padronização desenvolvida espontaneamente pelo imaginário popular.
A cultura de massa atende assim a uma demanda dupla. Por um lado, cumpre a padronização industrial exigida pela produção artística, por outro, corresponde à exigência por individualização por parte do espectador. É o que se define como sincretismo. Os produtos da mídia transitam entre o real e o imaginário, criando fantasias a partir de fatos reais e transmitindo fatos reais com formato de fantasia.

## Segunda Fase

### Gatekeeper
Os estudos sobre os gatekeepers ("guardiões do portão") analisam o comportamento dos profissionais da comunicação, de forma a investigar que critérios são utilizados para se divulgar ou não uma notícia. Isso porque estes profissionais atuariam como guardiões que permitem ou não que a informação "passe pelo portão", ou melhor, seja veiculada na mídia. A decisão de publicar algo ou não publicar depende principalmente dos acertos e pareceres entre os profissionais, que estão subordinados a uma cultura de trabalho ou uma política empresarial e ainda aos critérios de noticiabilidade. E que não raro exclui o contato com o público. Nesta
teoria é levado muito em conta a percepção do próprio editor (gatekeeper) sobre
como ele planeja anunciar a noticia e qual caminho este dará a ela. Ou seja o
editor não leva em conta o contexto social em que a notícia será publicada e
sim sua própria percepção e suas experiências.

### Newsmaking
Os estudos sobre os emissores desenvolveram-se de forma progressiva, ao contrário dos estudos sobre os meios de comunicação de massa. A abordagem desses estudos é essencialmente sociológica, com metodologias que podem variar do questionário à observação participante. Mauro Wolf afirma que, inicialmente, os estudos sobre os emissores exploraram pouco os níveis mais altos, os fatores políticos e econômicos relacionados aos mass media, de onde vem questões extremamente relevantes para a compreensão dos processos de produção de notícias. Posteriormente esses estudos evoluíram a partir de duas abordagens: uma ligada à sociologia das profissões, que analisa características sociológicas, culturais e profissionais dos emissores e outra, que observa a lógica dos processos de produção da comunicação de massa e a organização do trabalho jornalístico, onde ocorre a construção das mensagens.
Os estudos sobre os emissores passaram da análise dos critérios utilizados pelos jornalistas para selecionar as notícias (gatekeeping) para a observação dos fatores influenciadores da produção de notícias (newsmaking).
O newsmaking utiliza-se da técnica da observação participante para reunir dados fundamentais sobre as rotinas produtivas dos mass media. Esta observação deve ser teoricamente orientada e fazer parte de um projeto de pesquisa. A metodologia utilizada, aliada ao período da observação, permite observar as mudanças adotadas pelas redações em épocas de crise, contrariando a ideia de um processo automático da produção noticiosa. O newsmaking articula-se entre a cultura profissional dos jornalistas e a organização dos processos produtivos. Gaye Tuchman afirma que, para produzirem notícias, os órgãos de informação devem obedecer a três premissas básicas. São elas:
1. tornar relevante um fato até então desconhecido;
2. tentar relatar os acontecimentos de forma clara, evitando refletir valores pessoais;
3. organizar, temporal e espacialmente, o trabalho, de modo que os acontecimentos noticiáveis possam seguir uma linha de apresentação.

A aptidão de um acontecimento para ser transformado em notícia (noticiabilidade) é determinada de acordo com imposições ligadas à organização do trabalho e de acordo com o profissionalismo dos jornalistas. Em suma, notícias são aquilo que os jornalistas definem como tal.
As notícias são responsáveis pela criação de uma memória fragmentada que indica elementos básicos para a compreensão de um fato. Geralmente não apontam causas e consequências de um acontecimento. A noticiabilidade é um critério baseado em decisões dos grupos de comunicação, não individuais, contido na cobertura informativa dos mass media. Este fator sempre está atrelado aos interesses das organizações e dos jornalistas.
Segundo Mauro Wolf, as fontes são um dos pilares básicos para a qualidade da informação transmitida. Por isso, é importante cultivar fontes estáveis e ter um bom relacionamento com elas. Essas fontes fixas podem, muitas vezes, dar preferência a determinado repórter, além de que o jornalista passa a ter maior confiança nas informações repassadas. As fontes mais confiáveis a partir do ponto de vista dos jornalistas são as institucionais, oficiais.
A escolha das fontes também é uma decisão ideológica do grupo de comunicação, da mesma forma que tantas outras decisões tomadas no processo produtivo. Citando Herbert J. Gans, Wolf diz que “a relação entre fontes e jornalistas se assemelha a uma dança, com as fontes a tentarem ter acesso aos jornalistas e estes a tentarem aproximar-se das fontes”.
Os fatores mais importantes na relação jornalista-fonte são os incentivos, o poder da fonte, a sua capacidade de fornecer informações credíveis e a proximidade social e geográfica em relação aos jornalistas. Para Wolf, dos quatro, o mais relevante é o quarto, os outros são complementares.
Já do ponto de vista dos jornalistas com a conveniência na utilização das fontes, os fatores são: a oportunidade revelada com antecedência (fontes que forneceram materiais credíveis outras vezes têm preferência e continuam a ser utilizadas até se tornarem fontes regulares); a produtividade (explica que as fontes institucionais são as que mais normalmente se recorre, porque são elas que fornecem material suficiente para as matérias, evitando um excesso de fontes); a credibilidade (fontes institucionais e regulares são mais confiáveis); a garantia (se o jornalista não tem como confirmar a informação, ele procura a credibilidade da fonte); a respeitabilidade (preferência em fazer referência às fontes oficiais ou que ocupam posição de autoridade, por serem mais credíveis e por representarem o ponto de vista oficial).
Além das fontes comuns, a agenda dos outros veículos de comunicação e as agências de notícias também são fontes importantes, mas diferem das comuns por serem empresas de comunicação e trabalharem com notícias